# 히나구온센역
히나구온센역(일본어: 日奈久温泉駅)은 일본 구마모토현 야쓰시로시에 있는 히사쓰 오렌지 철도 히사쓰 오렌지 철도선의 철도역이다.

## 역 구조
단선 승강장 1면 1선과 섬식 승강장 1면 2선 구조의 지상역이며 승강장은 과선교로 이어져 있다.
2004년부터 사실상 단선 승강장 2면 2선으로 운용된다.

### 타는 곳
| 1 · 2 | ■ 히사쓰 오렌지 철도선 | (상행) 야쓰시로 방면 |
| 1 · 2 | ■ 히사쓰 오렌지 철도선 | (하행) 미나마타 방면 |

## 역세권 정보
- 국도 제3호선
- 히나구 온천(ja)
- 야쓰시로해

## 역사
- 1923년 7월 15일: 히나구역(日奈久駅)으로 영업 개시.
- 1987년 4월 1일 - 민영화에 따라 규슈 여객철도의 소속이 되었다.
- 2004년 3월 13일 - 규슈 신칸센이 개통함으로, 히사쓰 오렌지 철도로 소속이 이관되었다. 역 명칭을 히나구온센역으로 변경.

## 인접 정차역
| 히사쓰 오렌지 철도 ■ 히사쓰 오렌지 철도선 | 히사쓰 오렌지 철도 ■ 히사쓰 오렌지 철도선 | 히사쓰 오렌지 철도 ■ 히사쓰 오렌지 철도선 |
| ----------------------------------------- | ----------------------------------------- | ----------------------------------------- |
| 히고코다 야쓰시로 방면                    | 보통                                      | 히고후타미 이즈미 방면                    |